# الرياينة بالحاجر
قرية الرياينة بالحاجر هي إحدى القرى التابعة لمركز ساقلتة بمحافظة سوهاج في جمهورية مصر العربية. حسب إحصاءات سنة 2006، بلغ إجمالي السكان في الرياينة بالحاجر 14567 نسمة، منهم 7679 رجل و6888 امرأة.